# Sulyok Béla
Sulyok Béla, 1945-ig Schleiffer (Budapest, Józsefváros, 1904. november 21. – Budapest, 1977. március 1.) közgazdász, pénzügyminiszter-helyettes, a Magyar Nemzeti Bank elnöke (1960–1961).

## Élete
Schleiffer Ignác (1868–1939) földbérlő és Rosenberg Irén (1874–1946) fia. Felsőkereskedelmi iskolát végzett. 1923-tól a Magyar Általános Takarékpénztár tisztviselőjeként dolgozott. Mezőgazdasági és közgazdasági témákat feldolgozó cikkei jelentek meg folyóiratokban (Forrás, 100%). Tagja volt a Magánalkalmazottak Országos Szövetségének. 1929-ben bekapcsolódott a magyarországi kommunista mozgalomba. A zsidótörvények miatt elvesztette állását, s ekkor Rajk László feleségével közös céget alapított. 1944-ben mint katona átszökött a szovjet csapatokhoz és részt vett a magyarországi harcokban. 1944 őszén Szegeden bekapcsolódott a politikai munkába, részt vett a Szikra Nyomda létrehozásában. 1945 áprilisától rövid ideig a Magyar Kommunista Párt gazdasági osztályának helyettes vezetője, majd 1947-ig az Országos Társadalombiztosító Intézet gazdasági vezetőjeként, majd vezérigazgató-helyetteseként dolgozott. 1948-ban kulcsszerepet játszott a bankok államosításában, s ettől az évtől 1951-ig pénzügyminisztériumi államtitkár volt. Utána három évig kereskedelmi főiskolában tanított. 1954-től 1959-ig Párizsban külkereskedelmi attaséként működött. 1959–61-ben a Magyar Nemzeti Bank elnöke, majd nyugdíjazásáig, 1968-ig a pénzügyminiszter első helyettese volt és a Magyar Kereskedelmi Kamara elnökségének tanácsadója. Felesége Appel Magdolna volt.

## Díjai, elismerései
- Magyar Népköztársasági Érdemrend IV. fokozata (1950)
- Munka Érdemrend arany fokozata (1966)
- Munka Vörös Zászló Érdemrendje (1968)
- Szocialista Hazáért Érdemérem